# Шехзаде Махмут (син Бајазита II)
Шехзаде Махмуд (тур. Şehzade Mahmud; 1476 — 1507) је био најмлађи син султана Бајазита II.

## Живот и смрт
Шехзаде Махмуд је рођен у Амасији 1476. године. Утврђено је да је син Булбул-хатун, али је утврђено да је био и рођени брат султаније Гевхермулук. Најпре је именован санџакбегом Кастамонуа. Након смрти његовог полубрата Алемшаха, постављен је за намесника Манисе. 
Речено је да је принц Махмут отрован. Речено је да је ово резултат сплети борбе за престо између његове полубраће. 
Махмуд је био близак са својим братом Ахмедом, пошто су били рођена браћа и речено је да су чували леђа један другом.
Шехзаде Ахмед је отрован од стране свог хасодабаши Сулејман-аге. Испитивањем је утврђено да је то наредио један од његове полубраће, чији идентитет никада није откривен.

## Потомство
Шехзаде Махмуд је имао три сина и две кћери.
Синови
Када је султан Селим ступио на власт, није хтео одмах да погуби своје нећаке, већ је хтео да их намами у замку. Најпре их је хвалио, да би кроѕ неколико месеци дошло до њега да принчеви себе сматрају кандидатима за престо и траже подршку јањичара, султан Селим је синове принца Махмуда, као и синове принца Шехиншаха и принца Алемшаха, погубио у децембру 1512. 
- шехзаде Муса (тур. Şehzade Musa) (1490 — 16. децембар 1512)[1]; најстарији син. Постављен за намесника Синопа. Погубљен је у својој провинцији по наређењу султана Селима.
- шехзаде Орхан (тур. Şehzade Orhan) (1494 — 16. децембар 1512)[1]; намесник Кастамонуа. Задављен по наређењу султана Селима
- шехзаде Емирхан (тур. Şehzade Emirhan) (1498 — 16. децембар 1512)[1]; погубљен са браћом.

Кћери
- Ајше Хунди-султанија (тур. Ayşe Hündi Sultan)) (1492 — након 1556); старија ћерка принца Махмуда. Након што је њен деда погубио њеног оца, наредне године је присилно удао њу и њену млађу сестру Фатму. Хунди је удата за Фарух-бега, који је био први лала принцу Мурату у Маниси. Из брака је имала једну ћерку, Михрихан.
- Фатма-султанија (тур. Hançerli Fatma Sultan) (1493 — април 1533)[1]; познатија као Ханчерли-султанија. Удата је 1508. године за Мухитин Мехмет-бега (умро 1514). Када је султан Селим Грозни сазнао да су султанија Фатма и њен супруг били следбеници ногов верског покрета, султан Селим је Фатму и њеног супруга казнио тако што су по његовој наредби били закључани у самоизолацији. Након ургирања њене баке госпе Булбул, султанију Фатму је помиловао султан и пустио ју је на слободу. Познато је да је оштро прекорела своју рођаку, султанију Ханзаде, што има ванбрачно дете и везу. Вођена својим лошим искуством са султаном, упозорила је Ханзаде да ће је султан убити ако опет сазна да је варала мужа. Фатма је та која је убацила 1520. године Александру Лисовску у харем као дар новом султану, у чијој је она била служби неко време, која је брзо добила име Хурем. Хурем-султанија је одржавала јако добре односе са султанијом Фатмом, што је допринело Фатмином утицају. Живела је у палати на Златном рогу, близу Ејуп-султан џамије, која је након њене смрти припала султанији Шах. Остало је сачувано једно писмо великом везиру Ибрахим-паши, у коме се жалила о неправди и подмићивању судова. У том писму је поменула султанију Михрихан, ћерку њене тетке Ајше. Изградила је неколико медреса и џамија у околини Бурсе. За живота је изградила бројна купатила и џамије у Истанбулу и Бурси, а и једно место је именовано по њој. Из првог брака је имала два сина:
  - Мустафа-бег (1510 — 1537); имао је ћерку Хатиџе.
  - Касим-бег (1511 — 1531); имао је два сина, од којих је један био Абдулрахман-бег (1530—1600).